# Arsenal Women Football Club
L'Arsenal Women Football Club és la secció femenina de l'Arsenal FC, un club de futbol de Londres. És l'equip de futbol femení més llorejat d'Anglaterra amb 42 títols en 25 anys sumant Lliga, Copa i Copa de la Lliga, i l'únic del pais que ha guanyat la Lliga de Campions.

## Estadi
Juega la majoria dels seus partits com a local a Meadow Park, a Borehamwood, Hertfordshire, que té una capacitat de 4.5000 espectadors.

## Entrenadors i entrenadores
- Vic Akers 1987-2009
- Tony Gervaise 2009-2010
- Laura Harvey 2010-2013
- Shelley Kerr 2013-2014
- Pedro Martínez Losa 2014-2017
- Joe Montemurro 2017-2021
- Jonas Eidevall 2021

## Històric

### Palmarès
- 1 Lliga de Campions
  - 06/07
- 14 Lligues
  - 92/93 94/95 96/97 00/01 01/02 03/04 04/05 05/06 06/07 07/08 08/09 09/10 2011 2012
- 14 Copes
  - 92/93 94/95 97/98 98/99 00/01 03/04 05/06 06/07 07/08 08/09 10/11 12/13 13/14 15/16
- 14 Copes de la Lliga
  - 91/92 92/93 93/94 97/98 98/99 99/00 00/01 04/05 06/07 08/09 2011 2012 2013 2015
- 5 Supercopes
  - 2000 2001 2005 2006 2008

### Trajectòria
| Edició |               | 1a Fase previa ¹ | 2a Fase previa ¹ | Quarts de final      | Semifinals       | Final   |
| ------ | ------------- | ---------------- | ---------------- | -------------------- | ---------------- | ------- |
| 01/02  |               |                  | FC Bern          | Toulouse FC          |                  |         |
| 02/03  |               |                  | Llevant UE       | CSK-VVS Samara       | Fortuna Hjørring |         |
| 04/05  |               |                  | Athletic Club    | Sassari Torres       | Djurgården IF    |         |
| 05/06  |               |                  | Lada Togliatti   | 1.FFC Frankfurt      |                  |         |
| 06/07  |               |                  | FK Rossiyanka    | Breidablik UBK       | Brøndby IF       | Umeå IK |
| 07/08  |               |                  | SV Neulengbach   | Olympique Lió        |                  |         |
| 08/09  |               |                  | SV Neulengbach   | Umeå IK              |                  |         |
| Edició | Fase previa ¹ | Setzens de final | Vuitens de final | Quarts de final      | Semifinals       | Final   |
| 09/10  |               | PAOK Salònica    | Sparta Praga     | FCR Duisburg         |                  |         |
| 10/11  |               | Masinac Nis      | Rayo Vallecano   | Linköpings FC        | Olympique Lió    |         |
| 11/12  |               | FK Bobruishanka  | Rayo Vallecano   | Kopparbergs Göteborg | 1.FFC Frankfurt  |         |
| 12/13  |               | FC Barcelona     | Turbine Potsdam  | Sassari Torres       | VfL Wolfsburg    |         |
| 13/14  |               | SShVSM Almaty    | Glasgow City     | Birmingham City      |                  |         |

- ¹ Fase de grups. Equip classificat pillor possicionat en cas d'eliminació o equip eliminat millor possicionat en cas de classificació.

|     | 80/81 | 81/82 | 82/83 | 83/84 | 84/85 | 85/86 | 86/87 | 87/88 | 88/89 | 89/90 | 90/91 | 91/92 | 92/93 | 93/94 | 94/95 | 95/96 | 96/97 | 97/98 | 08/99 | 99/00 |
| --- | ----- | ----- | ----- | ----- | ----- | ----- | ----- | ----- | ----- | ----- | ----- | ----- | ----- | ----- | ----- | ----- | ----- | ----- | ----- | ----- |
| WSL |       |       |       |       |       |       |       |       |       |       |       |       | 1     | 2     | 1     | 3     | 1     | 2     | 2     | 3     |
|     | 00/01 | 01/02 | 02/03 | 03/04 | 04/05 | 05/06 | 06/07 | 07/08 | 08/09 | 09/10 | 2011  | 2012  | 2013  | 2014  | 2015  | 2016  |       |       |       |       |
| WSL | 1     | 1     | 3     | 1     | 1     | 1     | 1     | 1     | 1     | 1     | 1     | 1     | 3     | 4     | 3     | 3     |       |       |       |       |